# Olle Rydner
Per Olle Rydner, född den 13 september 1909 i Ekby församling, Skaraborgs län, död den 12 september 1987 i Malmö, var en svensk militär.
Rydner blev fänrik vid Bodens artilleriregemente 1930 och löjtnant där 1934. Efter att ha genomgått Artilleri- och ingenjörhögskolans högre kurs 1934–1936 övergick han till Luftvärnsartilleriet 1937. Rydner tjänstgjorde vid luftvärnsavdelningen inom Artilleriinspektionen 1938–1942, var kapten vid generalstabskåren 1942–1945 och lärare vid Flygkrigshögskolan 1943–1945. Han befordrades till major i Luftvärnet 1948, till överstelöjtnant 1952 och till överste 1956. Rydner var lärare vid Luftvärnsskjutskolan 1951–1955 och chef där 1955–1957. Han var chef för Östgöta luftvärnsregemente 1957–1961 och för Skånska luftvärnsregementet 1961–1969. Rydner genomgick Försvarshögskolan 1964. Han invaldes som ledamot av Krigsvetenskapsakademien 1956. Rydner blev riddare av Svärdsorden 1948, kommendör av samma orden 1960 och kommendör av första klassen 1964.